# Dicallaneura sfagia
Dicallaneura sfagia är en fjärilsart som beskrevs av Hans Fruhstorfer 1914. Dicallaneura sfagia ingår i släktet Dicallaneura och familjen Riodinidae. Inga underarter finns listade i Catalogue of Life.